# Богданович Михайло Васильович
Богданович Михайло Васильович (20 листопада 1925 , Глухів, Глухівська округа  — 15 березня 2006 ) — український вчений, кандидат педагогічних наук (1967), методист в галузі навчання математики.

## Життєпис

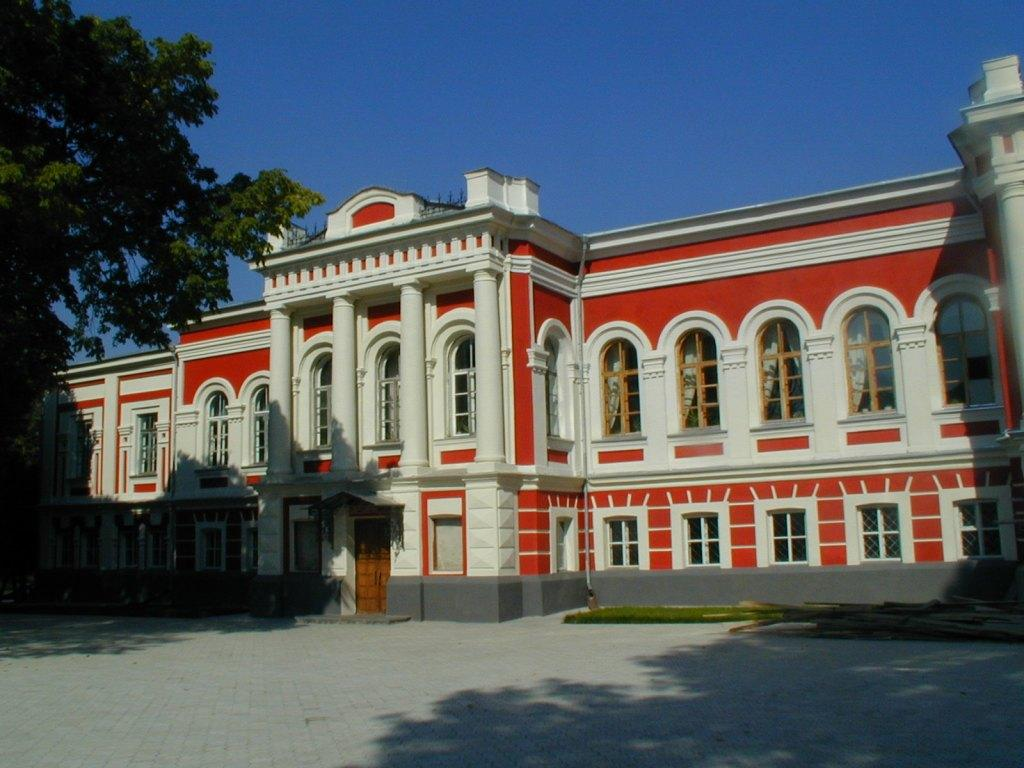
Глухівський національний педагогічний університет імені Олександра Довженка

Михайло Васильович народився 1925 року в місті Глухові Сумської області. Тут пройшли його дитячі та юнацькі роки: упродовж 1932—1941 років навчався у Глухівській школі № 4. З 6 вересня 1943 по квітень 1949 року перебував у лавах Червоної Армії під час Другої світової війні. Після закінчення радянсько-німецької війни навчався на офіцерських курсах. Потім став студентом Глухівського учительського інституту, який закінчив у 1951 році. У 1952—1955 рр. заочно навчався на фізико-математичному факультеті Сумського педагогічного інституту.

## Педагогічна діяльність
Педагогічну діяльність розпочав на рідній Глухівщині, де під час навчання в педінституті викладав математику для учнів старших класів тодішнього Червонянського району Сумської області (с. Пустогород та с. Лужки — нині Есманської селищної громади Шосткинського району). З 1958 по 1962 рік — працював викладачем математики та методики її навчання у Глухівському державному педагогічному інституті. 24 березня 1961 року Михайла Богдановича було призначено деканом факультету педагогіки та методики початкової освіти Глухівського вишу. 2 вересня 1962 року науковець переведений на посаду старшого викладача математики і методики арифметики. 12 лютого 1962 року за власним бажанням він полишив посаду декана.

## Наукова діяльність
Наукову діяльність Михайло Богданович продовжив у відділі «Початкового навчання» науково-дослідного інституту педагогіки УРСР. Автор — близько 300 педагогічних праць, зокрема підручників з математики для початкової школи. Основна частина яких надрукована у журналі «Початкова школа». Його роботи опубліковані у фахових виданнях «Рідна школа», «Математика в школі», «Початкова школа».

## Наукові праці
Михайло Богданович — автор підручників «Математика» для учнів 1 класу (18 перевидань упродовж 1983—2017), для учнів 2 класу (9 перевидань упродовж 1987—2009, 2010—2018), для учнів 3 класу (14 перевидань упродовж 1984—2011, 2013—2019), для учнів 4 класу (9 перевидань упродовж 1989—2009, 2011—2019), методичних посібників «Урок математики у початковій школі»), «Методика розв'язування задач у початковій школі», «Математична веселка», «Диференційовані завдання з математики для 3 класу»(1984), «Методика вивчення нумерації і арифметичних дій у початковій школі».
Перелік видань науковця подано у збірнику «Михайло Васильович Богданович: матеріали Всеукраїнських педагогічних читань».

## Нагороди та відзнаки
- Медаль «За визволення Варшави»;
- Медаль «За взяття Берліна»;
- Медаль «За перемогу над Німеччиною»;
- Орден Трудового Червоного Прапора (1978);
- Медаль Медаль «За доблесну працю» (1970);
- Медаль А. С. Макаренка (1976);
- Значок Відмінник народної освіти УРСР (1972);
- Почесна грамота Президії Верховної Ради Української РСР (1985).